# Oribotritia
Oribotritia är ett släkte av kvalster. Oribotritia ingår i familjen Oribotritiidae.

## Dottertaxa tillOribotritia, i alfabetisk ordning[1]
- Oribotritia africana
- Oribotritia afromontanensis
- Oribotritia alajuela
- Oribotritia allocota
- Oribotritia ampla
- Oribotritia ampliata
- Oribotritia anceps
- Oribotritia angusta
- Oribotritia aokii
- Oribotritia asiatica
- Oribotritia attenuata
- Oribotritia bagnalli
- Oribotritia baikalica
- Oribotritia banksi
- Oribotritia berlesei
- Oribotritia bipartita
- Oribotritia brevis
- Oribotritia brevisetosa
- Oribotritia bulbifer
- Oribotritia capitanea
- Oribotritia carolinae
- Oribotritia cherokee
- Oribotritia chichijimensis
- Oribotritia contortula
- Oribotritia contraria
- Oribotritia corporaali
- Oribotritia decumana
- Oribotritia deminuta
- Oribotritia didyma
- Oribotritia dipterocarpensis
- Oribotritia dispar
- Oribotritia duplex
- Oribotritia exilis
- Oribotritia fennica
- Oribotritia geminata
- Oribotritia gigas
- Oribotritia gladiola
- Oribotritia hauseri
- Oribotritia hawaiiensis
- Oribotritia henicos
- Oribotritia hermanni
- Oribotritia heterotricha
- Oribotritia incognita
- Oribotritia laselve
- Oribotritia lepteces
- Oribotritia magna
- Oribotritia megale
- Oribotritia nasalis
- Oribotritia nepalensis
- Oribotritia opipara
- Oribotritia oregonensis
- Oribotritia paraaokii
- Oribotritia paraincognita
- Oribotritia paraspinosa
- Oribotritia pecki
- Oribotritia pulla
- Oribotritia pumila
- Oribotritia rafalskii
- Oribotritia recta
- Oribotritia samoaensis
- Oribotritia schusteri
- Oribotritia serrata
- Oribotritia serrula
- Oribotritia shikoku
- Oribotritia solitaria
- Oribotritia spinosa
- Oribotritia storkani
- Oribotritia submolesta
- Oribotritia succinta
- Oribotritia tashkentae
- Oribotritia teretis
- Oribotritia tiwi
- Oribotritia tokukoae
- Oribotritia trisetosa
- Oribotritia turcica
- Oribotritia varia
- Oribotritia vicina
- Oribotritia virgulata